# Wasserkraftwerk Pitlochry
Das Wasserkraftwerk Pitlochry ist ein Wasserkraftwerk am River Tummel in der schottischen Ortschaft Pitlochry in der Council Area Perth and Kinross. 2000 wurde das Bauwerk in die schottischen Denkmallisten in der höchsten Denkmalkategorie A aufgenommen.

## Geschichte
Die Nutzung des Tummels zählt zu den frühen Projekten in Schottland zur Energieerzeugung durch Wasserkraft nach Beendigung des Zweiten Weltkriegs. Ab 1943 leiteten die Architekten und Ingenieure Reginald Fairlie, James Shearer und Harold Ogle Tarbolton die Entwicklung, die mehrere Wasserkraftwerke entlang des Tummels umfasste, von denen das Wasserkraftwerk Pitlochry die unterste Stufe bildet. Unter anderem gehören das Wasserkraftwerk Tummel und das Wasserkraftwerk Rannoch zum selben Projekt. 1947 wurden die Bauarbeiten aufgenommen. Tarbolton verstarb im selben Jahr. Im Dezember 1950 nahm das Kraftwerk seinen Betrieb auf.

## Beschreibung
Das im Stile der klassischen Moderne ausgeführte Kraftwerk steht am Südrand Pitlochrys. Ungewöhnlich ist, dass die Turbinenhalle baulich in die Talsperre integriert ist, die Loch Faskally entlang des Tummel aufstaut. Mit einer Kronenhöhe von 15 Metern ist sie die niedrigste Talsperre entlang des Tummel. Sie besteht aus vorgefertigten Betonelementen. Eine Fußgängerbrücke, die auch von der allgemeinen Bevölkerung genutzt werden kann, verläuft oberhalb der Krone. Die ostexponierte Hauptfassade der Turbinenhalle ist vier Achsen weit. Schmucklose Pilaster gliedern die Fassade vertikal. Die Westfassade ist hingegen sechs Achsen weit.
Das Kraftwerk nutzt zwei Kaplan-Turbinen mit einer Leistung von jeweils 7500 kW. Zum Schutz der Lachspopulation im Tummel verfügt das Kraftwerk über eine Fischtreppe. Außergewöhnlich ist, dass die Treppe am Kraftwerk über ein Sichtfenster verfügt, durch welches die Lachsbewegung beobachtet werden kann. Am Kraftwerk Pitlochry ist oberirdisch keine Stromableitung sichtbar. Diese erfolgt unterirdisch zum nahegelegenen Wasserkraftwerk Clunie, von wo aus der Strom verteilt wird.